# Итикава, Микако
Микако Итикава ( (яп. 市日日子 Итикава Микако); род. 13 июня 1978 года) — японская актриса

 и модель.

## Биография
Из-за того, что ее старшая сестра работала в модельном бизнесе, Итикава несколько раз появлялась в модном журнале Olive в подростковом возрасте. Затем она стала моделью в 1994 году по эксклюзивному контракту с журналом. В 1998 году она начала работать моделью для других журналов, таких как «CUTiE», «spoon» и «Zipper». Она дебютировала в 1998 году в короткометражном фильме «How To Jujutsu» режиссера Такаси Хоммы. Среди самых известных фильмов, в которых она появилась: «Синева», «Милашка Хани», «Воспоминания о Мацуко» и «Годзилла: Возрождение». За свою роль в фильме «Синева» получила премию за лучшую женскую роль на кинофестивале 24-й Московском международном кинофестивале, и была удостоена премии "Лучший новый талант" на кинофестивале в Йокогаме в 2003 году.